# Robert Janowski
Robert Mariusz Janowski (ur. 22 marca 1961 w Inowrocławiu) – polski piosenkarz, kompozytor, poeta, aktor, prezenter telewizyjny i radiowy, lektor radiowy. Z wykształcenia lekarz weterynarii.
W latach 80. wokalista zespołów nowofalowych. Ogólnopolski rozgłos zdobył występami w musicalu Studia Buffo Metro i prowadzeniem w latach 1997–2018 i od 2024 teleturnieju muzycznego Jaka to melodia? w TVP1. Zdobywca Złotej Telekamery i wielokrotny laureat Wiktorów.

## Życiorys

### Rodzina i edukacja
Wychował się ze starszą siostrą na jednym z osiedli wojskowych w Sochaczewie. Jego matka pracowała jako reżyserka spektakli teatralnych i poetyckich w placówkach kulturalnych, a ojciec był pilotem i majorem w wojskach lotniczych Wojska Polskiego. Kiedy miał 11 lat, jego rodzice się rozwiedli. Po rozwodzie pozostał pod opieką matki, od tamtej pory nie utrzymuje kontaktów z ojcem.
Ukończył naukę w Liceum Ogólnokształcącym im. Fryderyka Chopina w Sochaczewie. W czasach licealnych tworzył akademie i apele szkolne oraz spektakle kabaretowe, a także pisał scenariusze i wiersze. Uczył się w szkole muzycznej I stopnia w klasie fortepianu i szkole muzycznej II stopnia w klasie fagotu.
Po ukończeniu studiów z medycyny weterynaryjnej na WMW SGGW pracował jako lekarz weterynarii w klinice w Piasecznie. Ukończył także studia podyplomowe z pedagogiki oraz na kierunku „Coaching i NLP” w Centrum Studiów Podyplomowych Wyższej Szkoły Informatyki i Zarządzania w Rzeszowie.

### Kariera muzyczna
Występował w amatorskich teatrach, m.in. w kabarecie działającym przy Ursynowskim Domu Sztuki w Warszawie. W latach 80. był członkiem zespołów rockowych: Sekcja Z. (Sekcja Zwłok), Zoo, Exodus i Oddział Zamknięty.
W 1983 stworzył muzykę do musicalu rockowego Jonasza Kofty i Bene Rychtera Kompot, w którym zagrał głównego bohatera, Love’a. Spektakl był wystawiany w Fabryce Norblina i został zdjęty z afisza po trzech tygodniach przez Główny Urząd Kontroli Prasy, Publikacji i Widowisk. W latach 1991–1999 grał Jana, głównego bohatera musicalu Janusza Józefowicza i Janusza Stokłosy Metro w Teatrze Buffo w Warszawie. Wystąpił także w spektaklu muzycznym Buffo Grosik – Do grającej szafy grosik wrzuć.
W grudniu 1994 wydał swój debiutancki album studyjny pt. Co mogę dać. Następnie wydał kolejne płyty: Powietrze (1995) i Nieważkość (2001). Nagrał utwór „Lubię ten smutek” na album Tomasza Filipczaka i Piotra Rodowicza pt. Seweryn Krajewski Smooth Jazz wydany 25 czerwca 2007 przez Polskie Radio. W 2008 wziął udział w trasie koncertowej Lato z radiem oraz wydał album kompilacyjny pt. The Best Of, na której umieścił 30 piosenek podsumowujących jego dotychczasową karierę muzyczną. W marcu 2010 za wysoką sprzedaż albumu pt. Song.pl (2009), na którą nagrał własne wersje przebojów XX-lecia międzywojennego, uzyskał certyfikat platynowej płyty. 28 września 2018 nakładem wydawnictwa Agora wydał album pt. Najpiękniejsze melodie śpiewa Robert Janowski, który promował coverem utworu Heleny Majdaniec „Zakochani są wśród nas”, a także koncertem zorganizowanym 1 października w Teatrze Syrena i kampanią reklamową prowadzoną przez Radio Pogoda. W 2021 zaśpiewał w koncercie „Wielkie kolędowanie z Polsatem”.

### Kariera aktorska
Przez trzy lata był aktorem Teatru Dramatycznego w Warszawie, w którym zagrał m.in. w spektaklach: Hamlet, Upadłe anioły i Szósty stopień oddalenia. Współpracował także z warszawskimi teatrami: Rozmaitości (wystąpił w muzycznym spektaklu Bardzo uważaj na...), Rampa (zagrał m.in. w sztuce Conte), Ateneum (zagrał m.in. w spektaklu Okudżawa).
Jako aktor filmowy zadebiutował rolą dilera Rokendrola w filmie Piotra Łazarkiewicza Pora na czarownice (1993). Następnie zagrał w filmach: Nocne graffiti (1995) Macieja Dutkiewicza, Ubu Król (2003) Piotra Szulkina i Kto nigdy nie żył... (2006) Andrzeja Seweryna. W latach 1999–2001 grał muzyka Mikołaja Melladę w serialu Na dobre i na złe w TVP2. W 2012 zagrał epizodyczną rolę urzędnika stanu cywilnego w serialu Nad rozlewiskiem w TVP1.

### Kariera w mediach

#### Telewizja
W 1997 rozpoczął współpracę z Telewizją Polską jako prezenter telewizyjny. Największą popularność przyniosło mu prowadzenie w latach 1997–2018 teleturnieju Jaka to melodia?, za co w 2000, 2003 i 2008 otrzymał nagrodę Telekamery, w 2009 – Złotą Telekamerę, a w 2009 i 2013 – Wiktora Publiczności. Poza tym w 2007 i 2010 był nominowany do Wiktora Publiczności (w 2010 także w kategorii Gwiazda piosenki i estrady), w 2008 – do Wiktora dla osobowości telewizyjnej. Jako prezenter TVP w 2006 współprowadził Festiwal Jedynki w Sopocie oraz telewizyjne koncerty okolicznościowe. Oprócz tego w latach 2009–2011 współprowadził wybrane koncerty podczas Krajowego Festiwalu Piosenki Polskiej w Opolu, w 2016 zasiadł w komisji jurorskiej wyłaniającej finalistów krajowych eliminacji do 61. Konkursu Piosenki Eurowizji, a w 2017 był jurorem w finale krajowych eliminacji do 62. Konkursu Piosenki Eurowizji. W 2024 roku powrócił do roli gospodarza teleturnieju muzycznego Jaka to melodia?.
W 2019 prowadził teleturniej Gra muzyka w TV Puls.
W 2008 uczestniczył w 7. edycji programu rozrywkowego Taniec z gwiazdami w TVN. W 2018 wystąpił w kampanii reklamowej środków do protez zębowych Corega. W 2021 zwyciężył w finale 15. edycji programu rozrywkowego Twoja twarz brzmi znajomo w Polsacie, a w latach 2022–2024 był jurorem czterech edycji show. W 2024 został trenerem w szóstej edycji The Voice Senior w TVP2.

#### Radio
W latach 2006–2010 prowadził audycję Wasza muzyka w RMF FM. W latach 2012–2018 pracował w Radiu Złote Przeboje, w którym prowadził audycje: Muzyka mojego życia, Weekend z gwiazdą i Złota dwudziestka Radia Złote Przeboje.
W 2018 został prezenterem Radia Pogoda, w którym do 25 czerwca 2021 prowadził cykl Najpiękniejsze melodie Roberta Janowskiego, a jesienią 2021 został gospodarzem konkursu Po jednej nutce w Radiu Pogoda, w rozgłośni prowadzi także audycję Koncert życzeń.

### Kariera pisarska
Napisał i wydał trzy książki: „Muzyka mojego życia” (2016), „Przypadki. Robert Janowski, jakiego nie znacie, w szczerej rozmowie z Marią Szabłowską” (2016) i „Wielcy muzycy” (2020). Napisał także kilka tomików poezji i/lub prozy: „Lustra” (1993), „Głosy” (1995), „Noce” (2001), „Pragnienia” (2004), „Anioły” (2011; tom zawierał także album CD zawierający m.in. wiersze i prozę w wykonaniu Janowskiego) i „Mądrość z natury” (2012).

## Wpływ na popkulturę
W 2006 zajął drugie miejsce w plebiscycie Telewizja Marzeń „Gazety Wyborczej” w kategorii prowadzący teleturnieje, a w 2008 – szóste miejsce w rankingu najpopularniejszych prezenterów programów rozrywkowych, który został sporządzony na podstawie badań TNS OBOP. W 2010 zajął drugie miejsce w kategorii „prezenterzy rozrywki” w badaniu preferencji widzów zleconym przez telewizję UPC i ósme miejsce w rankingu najbardziej znanych prezenterów telewizyjnych sporządzonym przez Instytut ARC Rynek i Opinia.
W 2011 zajął pierwsze miejsce na liście najbardziej dochodowych celebrytów stacji telewizyjnych sporządzonym przez dom mediowy PanMedia Western na podstawie przychodów reklamowych. W 2015 zajął dziewiąte miejsce w zestawieniu Top 10 celebrytów – lokomotyw reklamowych sporządzonym przez dom mediowy Lowe Media, a w następnym roku awansował na siódme miejsce analogicznego rankingu sporządzonego przez dom mediowy MullenLowe MediaHub.

## Życie prywatne
Z pierwszą żoną, Katarzyną Kalicińską-Goczał, ma syna Makarego (ur. 18 grudnia 1988). W 2004 ożenił się z Katarzyną Dańską, z którą ma dwie córki: Anielę (ur. 1998) i Tolę (ur. 9 sierpnia 2000) i rozwiódł się w lipcu 2011. 14 września 2013 zawarł ślub cywilny się z kostiumografką Moniką Głodek (ur. 1974), w lipcu 2014 – po unieważnieniu pierwszego małżeństwa – wziął z nią ślub kościelny, a we wrześniu 2023 odnowił z nią przysięgę małżeńską.
Od 2011 był nękany przez stalkerkę Monikę Janus, która w 2014 za uporczywe nękanie Janowskiego i jego żony, Moniki, została skazana na 10 miesięcy więzienia, w 2017 usłyszała wyrok 10 miesięcy przymusowego leczenia w szpitalu psychiatrycznym, a w 2023 została osadzona w jednostce penitencjarnej.
W 2014 otworzył Fundację „Scena Marzeń” zajmującą się pomocą młodzieży utalentowanej artystycznie.

## Filmografia

### Filmy i seriale
- 1991: Kiedy ranne wstają zorze – rolnik
- 1993: Pora na czarownice – Rokendrol
- 1996: Nocne graffiti – Koks, dealer narkotyków
- 1998: Białe i czarne
- 1999–2001: Na dobre i na złe – muzyk Mikołaj Mellado
- 2003: Ubu Król
- 2003–2008: Na Wspólnej – Robert Malczewski
- 2004: Serce gór – rycerz Galtor
- 2005: Kto nigdy nie żył… – piosenkarz Paweł
- 2009: Teraz albo nigdy! – sprzedawca na targowisku (odc. 5)
- 2012: Nad rozlewiskiem – kierownik USC (odc. 13)

### Teatr
- 1982: Katarynka (etiuda szkolna) – chłopak
- 1986: Poezja grozy (spektakl telewizyjny) – młody poeta
- 1991: Metro – Jan
- 1992: Hamlet – Rosenkrantz
- 1993: Upadłe Anioły – Lucyfer
- 1994: Szósty Stopień Oddalenia – Ricky
- 1995: Klimaty (spektakl telewizyjny) – Franciszek
- 1997: Kram z piosenkami (spektakl telewizyjny) – romantyk
- 1998: Duże i małe (spektakl telewizyjny) – gitarzysta
- 2019: Love machines (etiuda szkolna) – biznesmen
- 2024: Lumbago - doktor

### Publikacje książkowe
- 2016: „Muzyka mojego życia”, wyd. Agora
- 2016: „Przypadki. Robert Janowski, jakiego nie znacie, w szczerej rozmowie z Marią Szabłowską”, wyd. Znak Literanova
- 2020: „Wielcy muzycy”, czwarty tom z serii „Wielcy ludzie”, wyd. Wielokropek

## Audycje radiowe
- 2006–2010: Wasza Muzyka (RMF FM)
- 2012–2018: Muzyka mojego życia, Weekend z gwiazdą i Złota dwudziestka (Radio Złote Przeboje)
- od 2018: Najpiękniejsze melodie Roberta Janowskiego (Radio Pogoda)

## Dyskografia
Albumy studyjne
| Co mogę dać                 | - Data: 1994 - Wydawca: Pomaton                | –  |                        |
| Powietrze                   | - Data: 1995 - Wydawca: Pomaton                | –  |                        |
| Nieważkość                  | - Data: 2 kwietnia 2001 - Wydawca: ZPR Records | –  |                        |
| Song.pl                     | - Data: 5 lutego 2009 - Wydawca: Bauer         | –  | - POL: platynowa płyta |
| Kolędy                      | - Data: 2010 - Wydawca: Basplus                | –  |                        |
| Osiemdziesiąte.pl           | - Data: 8 marca 2012 - Wydawca: MTJ            | 35 |                        |
| Najpiękniejsze melodie      | - Data: 28 września 2018 - Wydawca: Agora      | 49 |                        |
| „–” album nie był notowany. |                                                |    |                        |

Kompilacje
| Tytuł                 | Dane dot. albumu                                        |
| --------------------- | ------------------------------------------------------- |
| Skrzydła: The Best Of | - Data: 3 października 2008 - Wydawca: EMI Music Poland |

## Nagrody i wyróżnienia
| Rok  | Kategoria                      | Tytułem   | Nagroda        | Nota      | Źródło |
| ---- | ------------------------------ | --------- | -------------- | --------- | ------ |
| 1995 | Album roku – piosenka poetycka | Powietrze | Fryderyki 1995 | Nominacja | [ 90 ] |

## Odznaczenia
- Order Uśmiechu: 2022[91]